# Ali Hariri
Ali Hariri, kurd. Eliyê Herîrî oraz Elî Herîrî (ur. 1009, zm. 1079) – kurdyjskich poeta, jeden z pierwszych twórców, którzy pisali po kurdyjsku. Pochodził z prowincji Hakkari w kurdyjskim królestwie Marwanidów (dzisiejsza Turcja).